# Copa Mundial de Hockey Masculino de 1990
La VII Copa Mundial de Hockey Masculino se celebró en Lahore (Pakistán) entre el 12 y el 23 de febrero de 1990 bajo la organización de la Federación Internacional de Hockey (FIH) y la Federación Pakistaní de Hockey.
Los partidos se efectuaron en el Estadio Gaddafi de la ciudad pakistaní. Participaron en total 12 selecciones nacionales divididas en 2 grupos.

## Grupos
| Grupo A      | Grupo B    |
| ------------ | ---------- |
| Países Bajos | Pakistán   |
| URSS         | Inglaterra |
| India        | Irlanda    |
| Australia    | RFA        |
| Francia      | España     |
| Argentina    | Canadá     |

## Primera fase
Los primeros dos de cada grupo disputan las semifinales. 

### Grupo A
| Equipo       | J | G | E | P | GF | GC | DG  | PTS |
| ------------ | - | - | - | - | -- | -- | --- | --- |
| Australia    | 5 | 5 | 0 | 0 | 14 | 4  | +10 | 10  |
| Países Bajos | 5 | 3 | 1 | 1 | 15 | 10 | +5  | 7   |
| Francia      | 5 | 2 | 1 | 2 | 5  | 6  | -1  | 5   |
| URSS         | 5 | 1 | 2 | 2 | 6  | 10 | -4  | 4   |
| Argentina    | 5 | 1 | 1 | 3 | 10 | 14 | -4  | 3   |
| India        | 5 | 0 | 1 | 4 | 10 | 16 | -6  | 1   |

- Resultados

| Fecha | Partido      | Partido | Partido   | Resultado |
| ----- | ------------ | ------- | --------- | --------- |
| 12.02 | Países Bajos | -       | Francia   | 2-1       |
| 12.02 | URSS         | -       | India     | 1-1       |
| 13.02 | Australia    | -       | Argentina | 4-1       |
| 13.02 | Países Bajos | -       | URSS      | 5-2       |
| 14.02 | India        | -       | Argentina | 3-5       |
| 14.02 | Francia      | -       | Australia | 1-3       |
| 15.02 | Francia      | -       | India     | 2-1       |
| 16.02 | URSS         | -       | Australia | 0-3       |
| 16.02 | Países Bajos | -       | Argentina | 3-3       |
| 17.02 | Francia      | -       | URSS      | 0-0       |
| 17.02 | Países Bajos | -       | India     | 5-3       |
| 18.02 | Francia      | -       | Argentina | 1-0       |
| 18.02 | India        | -       | Australia | 2-3       |
| 19.02 | URSS         | -       | Argentina | 3-1       |
| 19.02 | Países Bajos | -       | Australia | 0-1       |

### Grupo B
| Equipo     | J | G | E | P | GF | GC | DG  | PTS |
| ---------- | - | - | - | - | -- | -- | --- | --- |
| Alemania   | 5 | 5 | 0 | 0 | 13 | 2  | +11 | 10  |
| Pakistán   | 5 | 3 | 1 | 1 | 10 | 6  | +4  | 7   |
| España     | 5 | 3 | 0 | 2 | 10 | 10 | 0   | 6   |
| Inglaterra | 5 | 2 | 1 | 2 | 7  | 7  | 0   | 5   |
| Canadá     | 5 | 0 | 1 | 4 | 2  | 9  | -7  | 1   |
| Irlanda    | 5 | 0 | 1 | 4 | 3  | 11 | -8  | 1   |

- Resultados

| Fecha | Partido    | Partido | Partido    | Resultado |
| ----- | ---------- | ------- | ---------- | --------- |
| 12.02 | Irlanda    | -       | Inglaterra | 0-2       |
| 12.02 | Pakistán   | -       | España     | 6-3       |
| 13.02 | RFA        | -       | Canadá     | 4-1       |
| 13.02 | Pakistán   | -       | Irlanda    | 2-1       |
| 14.02 | Inglaterra | -       | Canadá     | 2-0       |
| 14.02 | RFA        | -       | España     | 2-0       |
| 15.02 | España     | -       | Inglaterra | 4-1       |
| 16.02 | Irlanda    | -       | RFA        | 0-4       |
| 16.02 | Pakistán   | -       | Canadá     | 1-0       |
| 17.02 | España     | -       | Irlanda    | 2-1       |
| 17.02 | Pakistán   | -       | Inglaterra | 1-1       |
| 18.02 | España     | -       | Canadá     | 1-0       |
| 18.02 | Inglaterra | -       | RFA        | 1-2       |
| 19.02 | Irlanda    | -       | Canadá     | 1-1       |
| 19.02 | Pakistán   | -       | RFA        | 0-1       |

## Fase final

### Partidos de posición
- Puestos 9.º a 12.º

| Fecha | Partido   | Partido | Partido | Resultado |
| ----- | --------- | ------- | ------- | --------- |
| 22.02 | Argentina | -       | Irlanda | 4-1       |
| 22.02 | Canadá    | -       | India   | 1-2       |

- Puestos 5.º a 8.º

| Fecha | Partido | Partido | Partido    | Resultado |
| ----- | ------- | ------- | ---------- | --------- |
| 21.02 | Francia | -       | Inglaterra | 0-4       |
| 21.02 | España  | -       | URSS       | 1-2       |

- Undécimo puesto

| Fecha | Partido | Partido | Partido | Resultado |
| ----- | ------- | ------- | ------- | --------- |
| 23.02 | Irlanda | -       | Canadá  | 0-3       |

- Noveno puesto

| Fecha | Partido   | Partido | Partido | Resultado |
| ----- | --------- | ------- | ------- | --------- |
| 23.02 | Argentina | -       | India   | 1-0       |

- Séptimo puesto

| Fecha | Partido | Partido | Partido | Resultado |
| ----- | ------- | ------- | ------- | --------- |
| 22.02 | Francia | -       | España  | 4-3       |

- Quinto puesto

| Fecha | Partido    | Partido | Partido | Resultado |
| ----- | ---------- | ------- | ------- | --------- |
| 22.02 | Inglaterra | -       | URSS    | 1-0       |

### Semifinales
| Fecha | Partido   | Partido | Partido      | Resultado |
| ----- | --------- | ------- | ------------ | --------- |
| 21.02 | Australia | -       | Pakistán     | 1-2       |
| 21.02 | RFA       | -       | Países Bajos | 2-3       |

### Tercer puesto
| Fecha | Partido   | Partido | Partido | Resultado |
| ----- | --------- | ------- | ------- | --------- |
| 23.02 | Australia | -       | RFA     | 2-1       |

### Final
| Fecha | Partido  | Partido | Partido      | Resultado |
| ----- | -------- | ------- | ------------ | --------- |
| 23.02 | Pakistán | -       | Países Bajos | 1-3       |

## Medallero
|              |          |           |
| Países Bajos | Pakistán | Australia |

## Estadísticas

### Clasificación general
| 1. Países Bajos |
| 2. Pakistán     |
| 3. Australia    |
| 4. RFA          |
| 5. Inglaterra   |
| 6. URSS         |
| 7. Francia      |
| 8. España       |
| 9. Argentina    |
| 10. India       |
| 11. Canadá      |
| 12. Irlanda     |

### Máximos goleadores
| Puesto | Nombre                | País         | Goles |
| ------ | --------------------- | ------------ | ----- |
| 1      | Ignacio Escudé        | España       | 10    |
| 2      | Floris Jan Bovelander | Países Bajos | 9     |
| 3      | Marc Delissen         | Países Bajos | 8     |
|        | Carlos Geneyro        | Argentina    | 8     |